# Kjell Aukrust
Kjell Aukrust (ur. 19 marca 1920 w Alvdal, zm. 24 grudnia 2002 w Oslo) − norweski rysownik, malarz i pisarz, syn Larsa Olsena Aukrusta, brat Odda Aukrusta, bratanek Olava Aukrusta.
Był absolwentem Szkoły Sztuki i Rzemiosła (norw. Kunst- og håndverksskolen). Po drugiej wojnie światowej pracował przez jakiś czas jako ilustrator w gazecie Vårt Land i wkrótce został zawodowym rysownikiem. Jego prace plastyczne można oglądać w Galerii Narodowej (Nasjonalgalleriet) w Oslo, w Muzeum Sztuki Współczesnej (Museet for Samtidskunst), a także w utworzonej przy skoczni Holmenkollen galerii Aukrustsenteret.
Kjell Aukrust zadebiutował jako pisarz opowiadaniami Simen z 1958. Wiele jego książek było wielokrotnie wznawianych i ekranizowanych. Największym sukcesem kasowym w historii norweskiego filmu i kultowym filmem norweskiej młodzieży stał się film animowany Flåklypa Grand Prix z 1975, do którego scenariusz Aukrust napisał razem z Ivo Caprino.

## Książki
- Simen (opowiadania), 1958
- Folk & fe (humor), 1960
- Bror min (opowiadania), 1960
- Dobbelsats og freske fraspark (sztuka teatralna) (pierwotny tytuł Muskedunder og sirupsnipper), 1961
- Flåklypa (humor), 1962
- Bonden (opowiadania), 1964
- Je og 'n Solan (humor), 1966
- Flåklypa Tidende (humor), 1970
- Hilsen Solan og Nystumoen (humor), 1973
- Flåklypa Tidende 5.årg. (humor), 1975
- Flåklypa grand prix (razem z Ivo Caprino), 1976
- Muntre streker (rysunki razem z Audun Hetland, Pedro i Fredrikiem Stabelem), 1977
- Ludvig (humor), 1977
- Humor og poesi i strek (rysunki), 1980
- Tre små venner (opowiadania), 1980
- Vår humor II (opowiadania), 1981
- Hallstein (humor), 1981
- Guttene på broen (humor), 1983
- Reodor Felgen/Flåklypa Tidende nr. 8 (humor), 1986
- Lykkelig er den ... (humor), 1988
- Reodor Felgens og min egen loggbok (wywiad/humor), 1989
- I lys av månen (wybrane opowiadania i historia ich powstania), 1990
- Slipp ham inn! (wspomnienia), 1990
- Gurin med reverompa (powieść), 1991
- Emanúel Desperados (humor), 1992
- Takk for en dag (dziennik), 1994
- Med Melvind til OL (humor), 1994
- En liten og en små (wspomnienia), 1995
- Hallstein Bronskimlet d.a.y. (humor), 1997
- Ludvigs jul (opowiadania), 1999
- Tre små venner, 2000
- Solans fest, 2000
- Aukrusts beste, 2001

## Sztuki teatralne
- Dobbeltsats og freske fraspark, 1962
- Relsafus, 1968

## Scenariusze filmowe
- Flåklypa Grand Prix, 1975
- Solan, Ludvig og Gurin med reverompa, 1998

## Biografie
- Jø, så fyse! En bok om Kjell Aukrust, Helge Erichsens forlag, 1989
- Finn Jor, Galleri Aukrust, Cappelen, 1993
- Jan Jakob Tønseth, En rar skrue. Fenomenet Kjell Aukrust, Cappelen, 2000
- Finn Jor, Kjell Aukrust med pensel, Pantagruel, 2001